# 卢氏大宗祠
卢氏大宗祠，位于中国广东省广州市白云区神山镇中八村，为广州市的一个市、县级文物保护单位，类型为古建筑，公布时间为2002年7月。
卢氏大宗祠的历史年代为明－清。